# Armirani beton
Armirani beton je beton kroz kojeg su prije saljevanja ugrađene: šipke, mreže, ploče ili vlakna (željezo, ili neki drugi materijal). Ovi materijali pojačavaju otpornost betona na vlak (zatezanje).
Armirani beton predstavlja spoj betona i armiranog čelika koji na jednom mjestu objedinjuje i međusobno kombinira dobre osobine betona (relativno velika tlačna čvrstoća) i dobre osobine čelika (visoka vlačna čvrstoća).